# Daniel Unger
Daniel Unger (Ravensburg, 22 marzo 1978) è un triatleta tedesco.

## Carriera
Nel 2004 ha vinto la medaglia di bronzo ai Campionati europei di triathlon di Valencia.
Il suo anno di grazia, tuttavia, è stato il 2007. Dopo aver conseguito nuovamente il terzo posto ai Campionati europei di triathlon di Copenaghen, si è aggiudicato il titolo di Campione del mondo di triathlon ai mondiali di Amburgo dello stesso anno.

## Titoli
- Campione del mondo di triathlon (Élite) - 2007